# Tríglia (dème)
Le dème de Tríglia, en grec moderne : Δήμος Τρίγλιας / Dímos Tríglias, est un ancien dème du district régional de Chalcidique, en Macédoine-Centrale, Grèce. Depuis 2010, il est fusionné au sein du dème de Néa Propontída.
Selon le recensement de 2011, la population du dème s'élève à 5 862 habitants.